# Harvey Martin
Harvey Banks Martin (16 de noviembre de 1950 – 24 de diciembre de 2001) fue un jugador profesional de fútbol americano de los Dallas Cowboys de 1973 a 1983. Comenzó a jugar en la preparatoria sólo porque escuchó a su padre decirle a su madre que se avergonzaba de que su hijo no jugara fútbol americano como los hijos de sus amigos.

## Carrera profesional
Martin fue seleccionado por los Cowboys en el draft de 1973 y ese mismo año establecería un récord de la franquicia para más capturas de quarterback en una temporada de novato (8) y más adelante los récords de más capturas en una temporada (20 en 1977) y durante toda una etapa profesional (114). Actualmente sigue siendo poseedor de esos récords. Martin sería junto con su compañero de equipo Randy White los únicos jugadores en compartir un premio Super Bowl MVP el mismo año.
Harvey Martin murió de cáncer pancreático en 2001.